# Bruno Gaspar
Bruno Miguel Boialvo Gaspar, noto semplicemente come Bruno Gaspar (Évora, 21 aprile 1993), è un calciatore portoghese naturalizzato angolano, difensore dell'Apollōn Limassol.

## Caratteristiche tecniche
Terzino destro rapido, esplosivo e in possesso di buona tecnica. Bravo nell'assist e ottimo in fase di spinta. All'occorrenza può agire anche sulla fascia sinistra.

## Carriera

### Club
A dodici anni entra a far parte del settore giovanile del Benfica, ma non riesce mai a esordire in prima squadra e nel 2014 si trasferisce al Vitória SC.
La prima stagione la gioca in prestito, poi viene acquistato a titolo definitivo e rimane a Guimarães fino al 2017.
Il 19 giugno viene acquisito a titolo definitivo dalla Fiorentina per 4 milioni di euro firmando un contratto fino al 30 giugno 2022.
Il 7 giugno viene ceduto allo Sporting Lisbona per 5 milioni di euro e con una clausola rescissoria di 60 milioni.
Ma, dopo solo una stagione composta da 16 partite e un gol, viene ceduto in prestito all'Olympiakos.
Terminato il prestito fa ritorno a Lisbona, venendo nuovamente ceduto in prestito, dopo alcuni mesi ai margini della rosa, ai Vancouver Whitecaps.

## Statistiche

### Presenze e reti nei club
Statistiche aggiornate al 20 maggio 2018.
| Stagione                 | Squadra                  | Campionato               | Campionato | Campionato | Coppe nazionali | Coppe nazionali | Coppe nazionali | Coppe continentali | Coppe continentali | Coppe continentali | Altre coppe | Altre coppe | Altre coppe | Totale | Totale | Totale |
| Stagione                 | Squadra                  | Comp                     | Pres       | Reti       | Comp            | Pres            | Reti            | Comp               | Pres               | Reti               | Comp        | Pres        | Reti        | Pres   | Reti   |        |
| ------------------------ | ------------------------ | ------------------------ | ---------- | ---------- | --------------- | --------------- | --------------- | ------------------ | ------------------ | ------------------ | ----------- | ----------- | ----------- | ------ | ------ | ------ |
| 2012-2013                | Benfica B                | SL                       | 10         | 0          | -               | -               | -               | -                  | -                  | -                  | -           | -           | -           | 10     | 0      |        |
| 2013-2014                | Benfica B                | SL                       | 24         | 1          | -               | -               | -               | -                  | -                  | -                  | -           | -           | -           | 24     | 1      |        |
| ago. 2014                | Benfica B                | SL                       | 3          | 0          | -               | -               | -               | -                  | -                  | -                  | -           | -           | -           | 3      | 0      |        |
| Totale Benfica B         | Totale Benfica B         | Totale Benfica B         | 37         | 1          |                 | -               | -               |                    | -                  | -                  |             | -           | -           | 37     | 1      |        |
| ago. 2014-2015           | Vitória Guimarães        | PL                       | 24         | 0          | TdP+TdL         | 2+1             | 0               | -                  | -                  | -                  | -           | -           | -           | 16     | 0      |        |
| 2015-2016                | Vitória Guimarães        | PL                       | 28         | 0          | TdP+TdL         | 1+1             | 0               | -                  | -                  | -                  | -           | -           | -           | 27     | 1      |        |
| 2016-2017                | Vitória Guimarães        | PL                       | 28         | 0          | TdP+TdL         | 6+2             | 0               | -                  | -                  | -                  | -           | -           | -           | 27     | 1      |        |
| Totale Vitória Guimarães | Totale Vitória Guimarães | Totale Vitória Guimarães | 80         | 0          |                 | 13              | 0               |                    | -                  | -                  |             | -           | -           | 93     | 0      |        |
| 2017-2018                | Fiorentina               | A                        | 17         | 0          | CI              | 2               | 0               | -                  | -                  | -                  | -           | -           | -           | 19     | 0      |        |
| Totale carriera          | Totale carriera          | Totale carriera          | 134        | 1          |                 | 15              | 0               |                    | -                  | -                  |             | -           | -           | 149    | 1      |        |

### Cronologia presenze e reti in nazionale
| Cronologia completa delle presenze e delle reti in nazionale ― Angola | Cronologia completa delle presenze e delle reti in nazionale ― Angola | Cronologia completa delle presenze e delle reti in nazionale ― Angola | Cronologia completa delle presenze e delle reti in nazionale ― Angola | Cronologia completa delle presenze e delle reti in nazionale ― Angola | Cronologia completa delle presenze e delle reti in nazionale ― Angola | Cronologia completa delle presenze e delle reti in nazionale ― Angola | Cronologia completa delle presenze e delle reti in nazionale ― Angola |
| Data                                                                  | Città                                                                 | In casa                                                               | Risultato                                                             | Ospiti                                                                | Competizione                                                          | Reti                                                                  | Note                                                                  |
| --------------------------------------------------------------------- | --------------------------------------------------------------------- | --------------------------------------------------------------------- | --------------------------------------------------------------------- | --------------------------------------------------------------------- | --------------------------------------------------------------------- | --------------------------------------------------------------------- | --------------------------------------------------------------------- |
| 8-6-2019                                                              | Penafiel                                                              | Angola                                                                | 2 – 0                                                                 | Guinea-Bissau                                                         | Amichevole                                                            | -                                                                     | 61’                                                                   |
| 24-6-2019                                                             | Suez                                                                  | Tunisia                                                               | 1 – 1                                                                 | Angola                                                                | Coppa d'Africa 2019 - 1º turno                                        | -                                                                     |                                                                       |
| 29-6-2019                                                             | Suez                                                                  | Mauritania                                                            | 0 – 0                                                                 | Angola                                                                | Coppa d'Africa 2019 - 1º turno                                        | -                                                                     | 53’                                                                   |
| 2-7-2019                                                              | Ismailia                                                              | Angola                                                                | 0 – 1                                                                 | Mali                                                                  | Coppa d'Africa 2019 - 1º turno                                        | -                                                                     | 29’                                                                   |
| Totale                                                                |                                                                       | Presenze                                                              | 4                                                                     |                                                                       | Reti                                                                  | 0                                                                     |                                                                       |

## Palmarès

### Club

#### Competizioni nazionali
- Coppa di Lega portoghese: 2

Sporting Lisbona: 2018-2019, 2020-2021
- Coppa del Portogallo: 1

Sporting Lisbona: 2018-2019
- Campionato greco: 1

Olympiakos: 2019-2020